# محمد منذر زريق
محمد منذر زريق (1969 - 2019)، هو أديب وشاعر سوري، وشخصية شهيرة في عالمي الثقافة والفن السوريين.
له عدة إسهامات من دواوين شعرية وقصص وروايات ومساهمات في المعارض التشكيلية، وله دور بارز في تمكين الشباب ومساعدتهم للوصول نحو عالم الفن والثقافة. حصل على العديد من الجوائز المحلية. توفي في 29 آذار 2019 عن عمر 50 عاماً إثر حادث أليم.

## أعماله
في البداية دأب زريق على كتابة قصص الأطفال والقصص القصيرة، ثم عمل في مطبعة كمدير مالي، كما ألف ديوانًا شعريًّا منشورًا واحدًا تحت اسم بوح عاشق وحبق وساهم في دعم الفن التشكيلي خاصة في فئة الشباب, وكان قبيل وفاته أنهى كتابة كتاب بعنوان (رسموا في بيتي) وأرسله للناشر، وقد تحدث فيه عن الفنانين التشكيليين السوريين الذين زاروه في بيته ورسموا سكيتشات خاصة على ورق كانسون عنده، من أهم أعماله:
1. بوح عاشق وحبق (ديوان شعري)
2. دوار الهوا (قصة قصيرة لليافعين)
3. الخالة زرقاء (قصة قصيرة لليافعين)
4. كنعان (قصة قصيرة لليافعين)
5. بابا مونة (قصة قصيرة للأطفال)
6. عصفور التين (قصة قصيرة للأطفال)
7. الخنفساء الحمراء (قصة قصيرة للأطفال)
8. النهر المغرور (قصة قصيرة للأطفال)
9. نمولة (قصة قصيرة للأطفال)
10. أورسولا الرسولة «أختنا في التراب»

في 1987 حصل على أول جائزة في مسابقة القصة القصيرة في المستشارية الإيرانية، وعلى جائزة قصص الأطفال في سوريا 2010 , كما تلقى عددًا من الجوائز المحلية من المنظمات الثقافية في سوريا، ونشر في عدد من الصحف السورية ونشرت له مجلة العربي الصغير عددًا من القصص.

## وفاته
توفي زريق في 29/3/2019 إثر حادث أليم في دمشق، ونعته العديد من الشخصيات الثقافية السورية، وكان من المقرر أن يوقع كتابه «أورسولا الرسولة - أختنا في التراب» في صافيتا، وأن ينشر كتاباً جديداً بعنوان رسموا في بيتي قبل أن تباغته المنية. 